# Pseudosinella lahainaensis
Pseudosinella lahainaensis är en urinsektsart som beskrevs av Borner 1901. Pseudosinella lahainaensis ingår i släktet Pseudosinella och familjen brokhoppstjärtar. Inga underarter finns listade i Catalogue of Life.